# 雀荘のサエコさん
『雀荘のサエコさん』（じゃんそうのサエコさん）は、重野なおきによる日本の漫画。小さなフリー雀荘を舞台にした日常系麻雀4コマ漫画で、『近代麻雀オリジナル』（竹書房）にて、2010年6月号および10月号に読切掲載された後、2012年5月号より2013年12月号まで連載。その後、『近代麻雀』（同社刊）に移籍し、2014年1月15日号から2020年9月号まで連載された。話数表記は「第n局」。
2018年の「うちの大家族」終了以降は、重野が手がける唯一の現代劇だった。また2020年現在、重野が最後に新規に始めた現代劇である。本作が終了したことにより現代劇からは事実上撤退し、またデビュー以来続いた、4コマ誌を含む竹書房の雑誌での連載は、2020年12月に『まんがライフオリジナル』において新連載が始まるまで一旦途絶えることになった。

## 登場人物

### 雀荘「ちゅんちゅん」のメンバー
名前はそれぞれ麻雀用語からとられている。
神崎サエコ（かんざき サエコ） 雀力100
本作の主人公である、若い女性雀荘メンバー。非常に高い雀力を持っており、高レートの場やヤクザ事務所での対局にも嬉々として参加するほど麻雀を愛している。また、加減をまったく知らないため、客はもちろん初心者相手でも容赦なく叩き潰す。
一方で麻雀以外についてはまったくダメで、遅刻やコップ割りは日常茶飯事。知識についても非常に偏りがある天然キャラ。預金通帳をいつもなくしてしまうので全財産を持ち歩いている（本人曰く「カバン預金」）。幽霊は平気だが、ゴキブリは取り乱すほど苦手。髪は白髪で巨乳。
上京した理由は2年以上前に失踪した姉･キョウコを捜し出すこと。自分以上の麻雀狂であった姉を見つけるために雀荘「ちゅんちゅん」で働いている。
過去にお菓子やジュースを賭けて麻雀を打ち、トップを総なめにしたことが仇となって全部食べて激太りしていた時期がある。
本田一郎（ほんだ いちろう） 雀力0
サエコの同僚である男性メンバー。雑務は完璧にこなすが麻雀は極めて弱く、初心者相手でも負けてしまうほど。サエコにひそかに想いをよせているがまったく気づかれていない。
地井正男（ちい まさお） 雀力70
雀荘「ちゅんちゅん」の店長。作品開始の1年前にいわくつきの物件を購入して「ちゅんちゅん」を開いた。物腰は柔らかではあるが、イカサマの技術を密かに身に着けているなど、一癖ある人物。料理の腕前はプロ級であり、得意料理はチャーハン。
松本美也（まつもと みや） 雀力80
サエコ同様、高い実力を持つ女性麻雀打ちで自称「炎のギャンブラー」。ヤクザに絡まれた時にサエコに救ってもらったことをきっかけとして、「ちゅんちゅん」に勤め始める。貧乳であることを気にしており、サエコを羨んだり、貧乳を指摘したマロン（後述）に激怒する。
ギャンブラーを自称するように賭博性の高い麻雀が得意で、特に流れに乗った時は滅法強い。一方でノーレートの時はやる気がなくなり弱くなる。

### その他の人物
花園マロン（はなぞの マロン） 雀力86
女流麻雀プロ団体「雀華連」のエース。サエコをスカウトするために「ちゅんちゅん」に来る。常日頃からチャイナドレスを着用し非常に目立つ。
徹底した「鳴き麻雀」で速さが第一。サエコとの半荘10回勝負で敗北した後も、100回勝負を宣言し度々「ちゅんちゅん」へやって来る。
鳥井チカ（とりい チカ） 雀力80
「雀華連」所属の麻雀プロ。マロンの付き人的存在で常に共に行動している。
危機察知に長けており、半荘10回勝負で1回も振り込まなかったことからサエコから高く評価される。また、臆病な性格から視線や表情の変化から相手の配牌を読み取れる。
広永、岸川、森脇 （ひろなが、きしかわ、もりわき）
「麻雀プロ連合」所属の麻雀連合三天王。サエコのうわさを聞きつけて「ちゅんちゅん」へやって来るが10分で敗れ去った。ちなみに有名麻雀ブロガーでもあり、サエコの強さとチャーハンの美味さをブログに載せた結果、「ちゅんちゅん」の客が増えることになった。
借金男（しゃっきんおとこ） 雀力55
友人に金を騙し取られて会社をクビになった結果100万もの借金をつくった男で本名不明。サエコとのサシウマ勝負で金をつくろうとしたが、大敗して借金が増えただけでなく、「麻雀の才能がない、止めたほうが身のため」と断言されてしまう。その後賭け事を止めて真面目に働き出した。
幽霊さん（ゆうれいさん） 雀力18
「ちゅんちゅん」に憑いている女性の幽霊。元々は「ちゅんちゅん」が入る前にあった喫茶店の客であったが、火事により死んでしまった（その結果いわくつきの物件になってしまった）。生前に麻雀漫画を読んだことで興味を持ち、ある日最後まで残っていたサエコと勝負するために姿を現した。着順では負けたがアガれたことで悔いがなくなり成仏した。
辺見太一（へんみ たいち） 雀力58
脱衣麻雀が趣味の中年男性。あだ名は昔から「ヘンタイ」であり、あだ名に違わぬ変態。サエコの噂を聞き、さらにネットで容姿を見たことで「サエコを脱がしたい」と考えて勝負を挑んだ。常連客2人を味方に引き込んで有利に進めたが、他の客がトンだことで敗北。再戦を誓って去るが、後日他の女性に脱衣麻雀を強要した罪で逮捕された。
尾藤（びとう） 雀力12
新宿中央署の刑事。逮捕した辺見からサエコの賭け麻雀を聞きつけて「ちゅんちゅん」を営業停止処分にするためにやってきた。麻雀が弱いことを自認しており、「東風戦1回勝負で自分をトバすことが出来たら処分なし」を条件にサエコ･本田･美也と勝負したが、自身のツキと本田がサエコと美也の足を引っ張ったことで勝利する。グルメであり最終的に地井店長のチャーハンを気に入ったことで処分はなしになった。
井坂真志（いさか まさし） 雀力73
麻雀のイカサマ師。昔は裏社会の有名人で、最近フリー雀荘に出没して荒稼ぎをしている噂がある。サエコの全財産400万円・井坂の右指切断をかけて勝負したが、店長の湯わかしと加湿器フル稼働のおかげもあり、サエコが勝利する。井坂がイカサマをしないと誓い、サエコが許したため、メンバーから単純でお人よしと思われた。
掛井彩子（かけい あやこ） 雀力82
「雀華連」所属の麻雀プロ。通称「迷彩の彩子」。プロとしてはそんなに知名度が無く、サエコ、美也が迷彩にひっかかり苦戦を強いられる中、本田が無筋の牌を通した結果サエコの勝利となる。ちゅんちゅんに通いつめたいという理由から「雀華連」の活動を減らしたいと言い出す。
馬井右京（うまい うきょう） 雀力75 、馬井左奈（うまい さな） 雀力72
雀荘「じゃんじゃん」の双子の店員。コンビ打ちが得意。サエコと美也とチーム戦をして、始めの方は優勢だったが、ちゅんちゅん組が自分の麻雀を打ち始めた後は逆転負けをしてしまう。馬井真の子。
馬井真（うまい まこと）雀力68
元帝国ホテルの総料理長。仕事をサボってフリー雀荘に通っていたら、オーナーにクビにされた。自ら雀荘を開き、日本一食事の美味い雀荘を目指して腕を振るっており、地井店長のウワサ聞いて料理勝負を挑みに来た。カレーの料理対決を行うが、食べにくいというマロンの判定で負けてしまい、自分の雀荘で一ヶ月カップ麺しか出せなかったが客が減らず、それはそれでショックだった。
金丸（かねまる） 雀力48
資産家。サエコに愛人契約を持ち込んで1000万円をかけて対局するが、金があり過ぎて何回も対局が出来てしまう。5度目の挑戦の2回戦終了後で、サエコが勝ったら1回対局につき美也に500万円を払うと言って、美也のやる気がアップし勝ち続けていた。しかし途中で尾藤刑事が現れてしまい、賭けた金は見せてもらっただけになってしまい、美也がショックを受けながら閉店になってしまう。
星野沢（ほしのざわ） 雀力78
漫画雑誌『現代麻雀』編集部員。現代麻雀は世界一の麻雀雑誌と豪語する。サエコと美也との勝負を挑み負けたら水着姿の記事に、勝ったらサエコが書いた「マジカル雀士ピンフちゃん」を掲載することになったが、ちゅんちゅん組が勝ち漫画を掲載することになってしまった。マロンが「私の兄がすごウデ雀士なわけがない」を描いていたが、こちらは載る訳が無かった。
S（エス） 雀力66
サシウマ勝負では絶対に負けない雀士。10万円をかけてサエコとサシウマをするが、大差で負けているのに余裕があり、結局ちゅんちゅんのトイレから逃げ出した。マロンが「S」とはエスケープの略だと言うが、Escapeの頭は「E」である。ビルを飛び移ろうとしたがドラ（ちゅんちゅんで飼っている猫）より飛べずに地上に落下して、足と腰を骨折したが手が大丈夫だからと、サエコが麻雀の続きをやろうとする。
加納天子（かのう てんこ） 雀力62
ちゅんちゅんの下の階の喫茶店店長。喫茶店を始めたのは、宝くじが1枚当たったおかげである。麻雀をやったことがないことから、ビギナーズラックを狙い美也が自分は打たずに、サエコと勝負させて5万円を賭ける。休憩中に地井店長の簡単な麻雀講座を受けてしまい、ビギナーズで無くなり負けてしまう。地井店長と何かが始まる？
灰田哲平（はいだ てっぺい） 雀力90
裏社会で名を馳せた代打ち。天子が喫茶店でチンピラに絡まれて、麻雀で勝負することになった時に代打ちに出てきた。4回戦終了後、地井店長と天子組が-142で負けていたが、灰田が重度のネコアレルギーで、出るはずのない牌を切り逆転勝利となる。ドラのおかげで店は救われた。
発鵬龍（はつほうりゅう） 雀力67
現役最強横綱。「ちゅんちゅん」の備品を壊すが、その分料理を食べてくれたので、地井店長の機嫌が直った。声が大きいので美也がビビったり、本田がちびったりしていた。半荘5回打ってサエコ・美也のワンツーだった。
八木陸人（やぎ りくと） 雀力5
雀荘「チッチ」の店員。本田と並び東京最弱店員と噂される。「東京ブービー店員」の称号を得るために、本田とサシウマで勝負するが、金額が500円と低く小さい上に麻雀のレベルが低すぎだが、相手にいくら振り込んだか見なくても分かるという技を手にしている。本田が親のダブリー一発でフリテンで天和を見落として、親のチョンボになって勝つ。「店員を続けるのは麻雀が好きだから」と本田と意見が一致し友情が芽生えた。
本田双葉（ほんだ ふたば） 雀力35
「ちゅんちゅん」の店員、本田の妹。勝ったらサエコが「ちゅんちゅん」を辞めるのを条件に勝負する。サエコが「ちゅんちゅん」を辞めれば、兄が実家に帰ってくると思い勝負をした。ネット麻雀で麻雀を覚えたため、自動雀卓に驚くが慣れてきて、最後に兄と対戦したが妹の方が勝ってしまう。
田中酔一（たなか よういち） 雀力62～95
酔えば酔うほど強くなる「酔雀」を使う麻雀プロ。サエコと1年間「ちゅんちゅん」のビール飲み放題を賭けて勝負する。チカが今までで最強と言っていたが、対局開始からトンでしまいメンタルが弱いことが発覚する。ビールを飲むと一転してサエコでも止められる気がしないほど強くなったが、ナオミという奥さんが来て怒られると酔いが醒め、ギリギリまくってサエコの勝利となる。ビール代が1万2000円になっている。
雀KB（じゃんケービー） 雀力70
「歌って踊れて麻雀も打てる」売り出し中のアイドル。サエコを「雀KB」にスカウトするためにプロデューサーと「雀KB」メンバーがやってくる。プロに師事し寝る間を惜しんで麻雀の練習をしているため、歌とダンスはイマイチである。サエコが麻雀人口を増やしたいという目的に心を打たれ、「麻雀KB」に入ることになったが、ブログが大炎上してすぐにクビになった。
西山（にしやま） 雀力46
本田双葉の彼氏。本田が麻雀によってわかる性格や礼儀を見るために、呼び出して麻雀を打った。さわやかでハキハキして、マナーも良く好感が持て、麻雀のきっかけ話まで好感度が上がり、本田が交際を認めるが、クチャクチャした咀嚼音だったため双葉の方から別れた。
電脳本田（でんのうほんだ） 雀力67
東強大学ロボット研究会が作った「電脳麻雀ヘルメット」をかぶった本田。ヘルメットをかぶると牌を読み取って情報を得ることが出来るが、点数計算は出来ない。指示に逆らったり、牌を上下逆に置いたら電流が流れ本田が感電する。5回戦勝負の結果、人間側の余裕勝ちだった。対局データから相手の雀力が分かるスカウターがあるが、サエコの数値を見ようとしたら、限界値越えでヘルメットが爆発した。

### 謎の人物
神崎キョウコ（かんざき キョウコ） 雀力100を超すかも？
神崎サエコの姉。ドラをネコという名前で飼っていた。「ちゅんちゅん」にドラがいるのをネットで発見してやってきた。美也と地井店長、常連の山口さんと対局したが、あまりにも強くて手も足も出なかった。本田はサングラスを外したところを見たが、顔を見ていなかった。サエコは話を聞いても姉だと分からなかった。

## 書誌情報
- 重野なおき 『雀荘のサエコさん』 竹書房〈近代麻雀コミックス〉、全5巻
  1. 2014年03月31日発行（2014年03月17日発売）、ISBN 978-4-8124-8542-2
  2. 2015年10月29日発行（2015年10月15日発売）、ISBN 978-4-8019-5368-0
  3. 2017年05月29日発行（2017年05月15日発売）、ISBN 978-4-8019-5938-5
  4. 2019年4月1日発売、ISBN 978-4-8019-6571-3
  5. 2020年10月1日発売、ISBN 978-4-8019-7107-3